# Gheorghe Pop
Gheorghe Pop (n. 15 aprilie 1959) este un senator român, ales în 2012. 